# Дубненский машиностроительный завод
Дубненский машиностроительный завод им. Н. П. Федорова (ДМЗ) — (официальное название — АО «Дубненский машиностроительный завод имени Н. П. Федорова») — российское машиностроительное предприятие, расположенное в городе Дубна Московской области. Ориентировано на изготовление авиационной и ракетной техники. С 2020 года входит в состав Группы компаний АО «Кронштадт».
Производственно-технологический комплекс ДМЗ позволяет выполнять все виды работ по созданию авиационной и ракетной техники: от проектирования и производства оснастки, до производства всех необходимых комплектующих, сборки и выпуска готовых изделий.

## История
Создание завода находилось в проектной разработке Гипроавиапрома с 1935 года и планировалось как филиал Савёловского завода — завод № 30. В 1936 году проект строительства завода был утвержден, реализуя постановление Совета труда и обороны о строительстве базового предприятия СССР по производству гидросамолетов.
Строительство авиационного завода началось в третьем квартале 1937 года. Руководить работами назначили Ефима Тарасовича Ястребилова. 10 июля 1939 года, всего через два года после начала стройки, была введена в эксплуатацию первая пусковая очередь завода.
Местом строительства завода стала промплощадка, расположенная на левом берегу Волги, в двух километрах от гидроэлектростанции и плотины канала имени «Москва-Волга», в Кимрском районе Калининской области.
Одновременно с началом строительства завода в 1937 году было начато строительство и заводского рабочего поселка Иваньково (ныне город Дубна). С тех самых пор и прижилось название «Тридцатка», которое сохранилось до наших дней.
15 апреля 1939 года поступил приказ Народного комиссариата авиационной промышленности «Изготовить на новом авиационном заводе опытный гидросамолет МТБ-2 (морской тяжелый бомбардировщик) с четырьмя моторами М-120 и М-84, разработанный ОКБ А. Н. Туполева». Гидросамолет МТБ-2 прошел заводские испытания, но работу приостановили, поскольку летно-технические характеристики самолёта подобного типа, произведенного на другом авиационном заводе, оказались выше.
В марте 1940 года Иваньковский авиационный завод получил название «Почтовый ящик № 30». Коллективу завода поручили спроектировать и построить сухопутный скоростной разведчик-бомбардировщик СРБ-55 с мотором М-120, способный летать со скоростью 600 км/ч.
На заводе организовали два конструкторских бюро: ОКБ-1 по проектированию и освоению тяжелых самолётов (одной из последних его работ стал бомбардировщик 150 со скоростью 955 км/ч и дальностью полета 5300 км) и ОКБ-2 по проектированию и освоению экспериментальных самолётов с жидкостным ракетным двигателем (ЖРД Вальтер 109509А), достигавшим скорости 2500 км/ч.
В мае 1942 года завод получил номер ликвидированного завода № 458.
1 сентября 1951 года заводу поручили новое задание — освоить серийное производство крылатых ракет. Это задание определило долгосрочную специализацию производства. 12 октября 1951 года на заводе организован филиал ОКБ-155 А. И. Микояна, впоследствии выросший в самостоятельное машиностроительное конструкторское бюро «Радуга».
В 1965 году коллектив предприятия включается в работу над космическими программами. Предстояло освоить производство изделия «105», являвшегося составной частью системы «Спираль» в виде орбитального самолёта с ракетным ускорителем. Это была первая в нашей стране многоразовая двухступенчатая воздушно-космическая система, представляющая собой мощный сверхзвуковой самолёт-разгонщик и стартующий с его «спины» на высоте 20-30 км орбитальный корабль-ракетоплан.
12 мая 1982 года в связи с новыми задачами, поставленными перед МКБ «Радуга», созданы самостоятельные организации с наименованиями — Машиностроительное конструкторское бюро «Радуга» и Дубненский машиностроительный завод (МКБ «Радуга» и «ДМЗ»).
Специалисты завода в сотрудничестве с ведущими конструкторскими бюро страны участвовали в разработке и производстве крылатых ракет серии К-С, К-10, Х-20М, П-15, КСР-2, КСР-11, Х-28, семейства Х-22, Х-58,Х-59М, Х-55, «Москит», Х-15. На заводе было освоено производство агрегатов планера (фюзеляж, крылья, кили, стабилизаторы, пилоны, носовой обтекатель) сверхзвукового истребителя МиГ-25.
В 1992 году было запущено в производство: спортивно-пилотажный самолёт СУ-29, легкомоторный самолёт для сельского хозяйства и патрулирования «Шмель», двухместный многоцелевой самолёт «Дубна», самолет-амфибия Р-50. Параллельно осваивался выпуск космических антенн диаметром от 0,7 до 16 м, кузова вездехода «ТРЭКОЛ».
В 1994 году предприятие было приватизировано. ДМЗ реорганизовалось в акционерное общество открытого типа (АООТ «ДМЗ»).
25 февраля 2004 года было создано новое предприятие Открытое акционерное общество «Дубненский машиностроительный завод — Камов» (в составе АФК «Система»). С 2006 года входит в состав Группы компаний АО «РТИ».
12 июля 2019 года Дубненский машиностроительный завод им. Н. П. Федорова отметил свой 80-летний юбилей.

### Товары народного потребления
Для производства товаров народного потребления на заводе был построен специальный корпус № 105. Основной удельный вес товаров составил выпуск детских колясок. Только с 1953 года по 1990 год их было выпущено 4,5 миллиона штук. В 1989 году ежедневный выпуск детских колясок достиг тысячи штук.
В 1977 году модель детской коляски была удостоена высшей награды ВДНХ — золотой медали и государственного Знака качества. В 1979 году завод становится головным предприятием министерства и ведущим в Союзе по детским коляскам. Заводу поручается проведение испытаний всех видов детских колясок, производимых пятьюдесятью двумя заводами страны.
Активно развивались и пути сотрудничества завода с известным производителем детских колясок — фирмой «Цекива» (Германия).
Было разработано сто пятьдесят шесть видов товаров народного потребления, освоено производством — девятнадцать: коляски, этажерки, кресла-качалки, полки, столы дачные, спутниковые антенны, фурнитура и др. В 1990 году удельный вес годового выпуска товаров народного потребления из расчета на один рубль заработной платы каждого работника составил 1,54 рубля.

### Гражданская продукция
Заводы авиационной отрасли периодически подключались к решению задач и в химической и в легкой промышленности. Так, во времена Н. С. Хрущёва заводу было поручено проектирование и изготовление выдувного агрегата АВ-68 по английскому образцу. После изготовления опытного образца агрегата он прошел государственные испытания, которые показали, что полученный опытный агрегат имеет существенно лучшие эксплуатационные характеристики и его производительность в полтора раза выше производительности исходного образца.
В конце восьмидесятых годов заводу поручается воспроизвести для легкой промышленности агрегат релаксации и сушки (АРИС) по лицензии ФРГ. Техническая документация была оперативно переработана применительно к условиям нашей страны. Был изготовлен опытный образец и небольшая установочная партия для поставок. На Ивантеевской фабрике успешно прошли испытания, но поставка потребителям шла с большими трудностями, так как Министерство легкой промышленности, помимо размещения заказа на изготовления АРИСа авиационной отрасли, умудрилось заказать их и по импортным поставкам.
Долгие годы завод изготовлял и выпускал контейнеры (К-3, К-9, МСРП-12, МСРП-64) для самописцев, так называемые «черные ящики», а летчики называли их ещё «ябедниками». В случае аварии самолёта контейнер сохранял от воздействия высокой температуры и ударов записи самописцев, несущих необходимую информацию о процессе полета. Технологические процессы их изготовления были хорошо отработаны, и поставка контейнеров осуществлялась большими партиями.

### Николай Павлович Федоров
Директор Дубненского машиностроительного завода (ДПКО «Радуга») с 1968 по 1987 гг., Лауреат Государственной премии.
Родился в 1929 году. В Дубну приехал по окончании Казанского авиационного института. С 1952 по 1963 гг. работал на Дубненском машиностроительном заводе, где прошел путь от рядового инженера-конструктора до заместителя начальника производства предприятия, секретаря парткома КПСС. С 1964 по 1968 гг. работал первым секретарем Дубненского ГККСС. В 1968 году возглавил Дубненский машиностроительный завод. Внес значительный вклад в социально-экономическое развитие города, развитие его инфраструктуры. Под его руководством на предприятии был освоен серийный выпуск новых видов ракетной и авиационной техники, успешно выполнялись плановые задания, в левобережье осуществлялось строительство социально-значимых объектов, жилищное строительство. Умер в 1993 году.

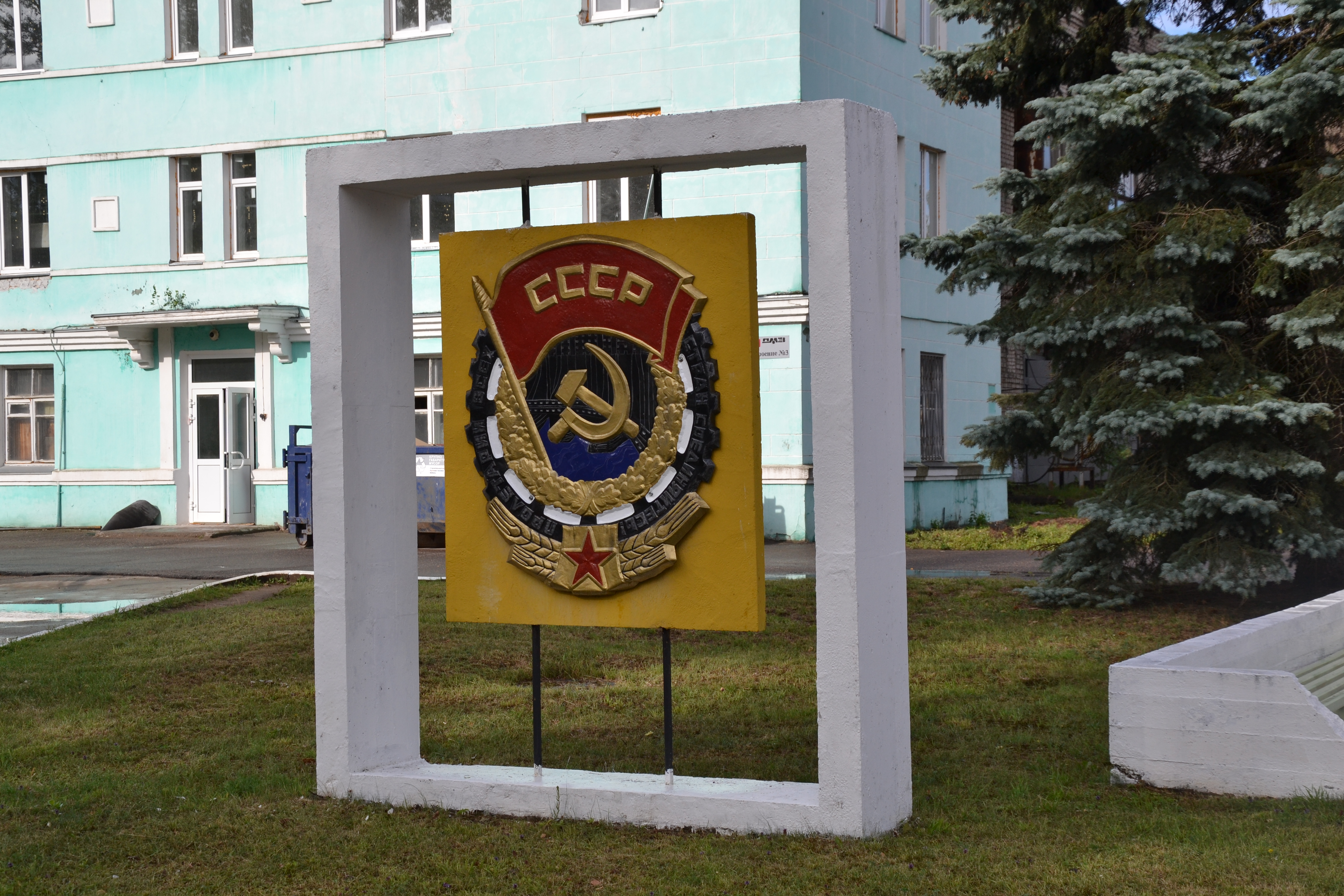
Орден Трудового Красного Знамени на территории завода

Почетный гражданин города Дубны.

### Награды
Указом Президиума Верховного Совета СССР 27 сентября 1976 года коллектив Дубненского производственно-конструкторского объединения «Радуга» за создание спецтехники награждается орденом Трудового Красного Знамени. После разделения ДПКО «Радуга» на два самостоятельных предприятия указом Президиума Верховного Совета СССР от 16 мая 1983 года орден Трудового Красного Знамени сохранён за его преемником — Дубненским машиностроительным заводом.
Девять сотрудников завода являются лауреатами государственных премий, 465 человек награждены орденами и медалями СССР.

### Монумент МиГ-25 в Дубне

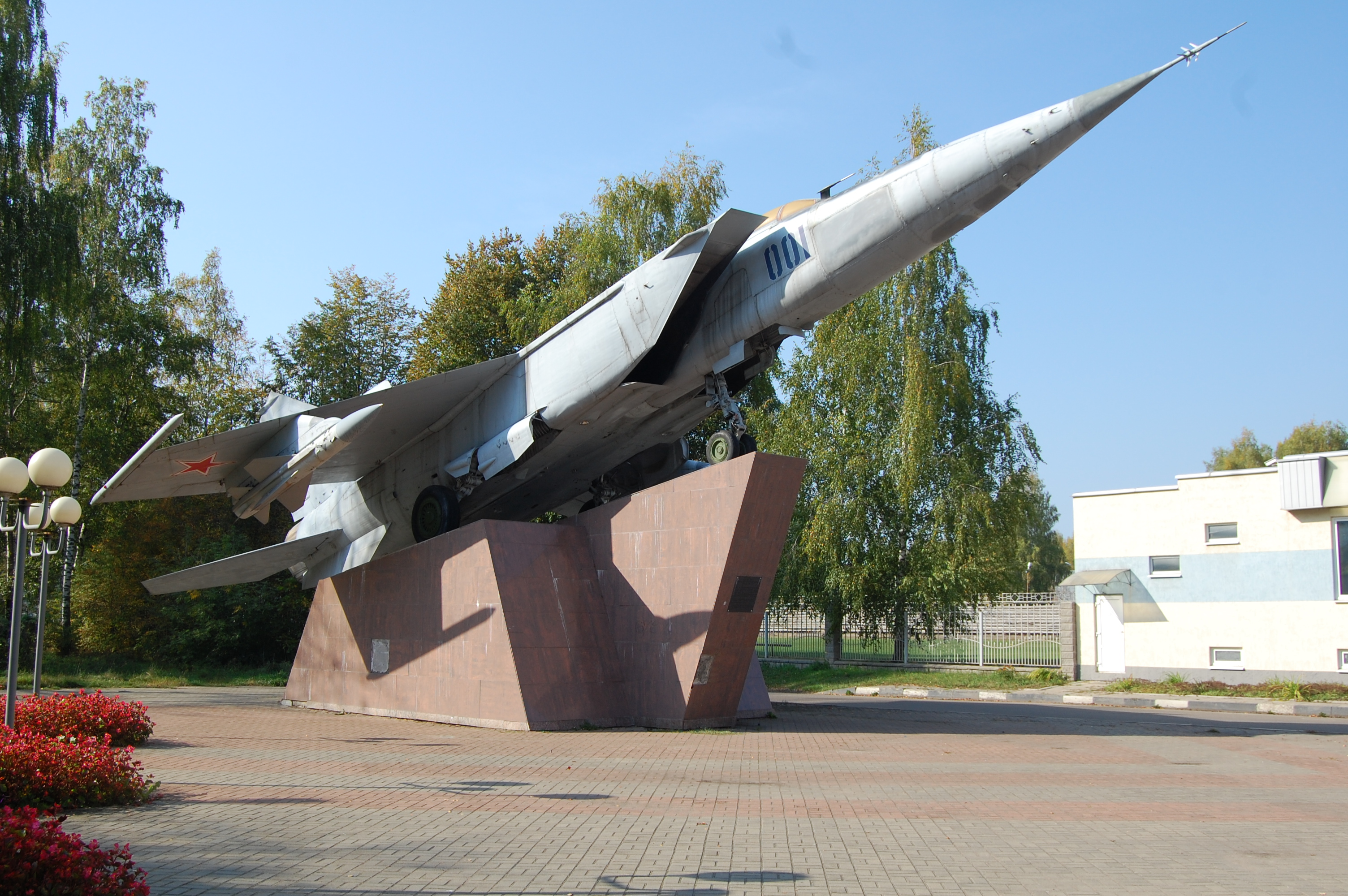
Монумент Миг-25 в Дубне

Монумент самолёту Миг-25, оснащенный ракетами Х-58, в Дубне установлен 24 июля 2006 года по совместной инициативе Героя Советского Союза Кондаурова В. Н., Администрации ОАО Дубненский машиностроительный завод им. Н. П. Федорова и Администрации города Дубны, который символизирует вклад дубненцев в революционное развитие авиационной техники в нашей стране. МиГ-25 стал первым в мировой истории запущенным в массовое производство истребителем, который смог достичь скорости 3000 км/ч.

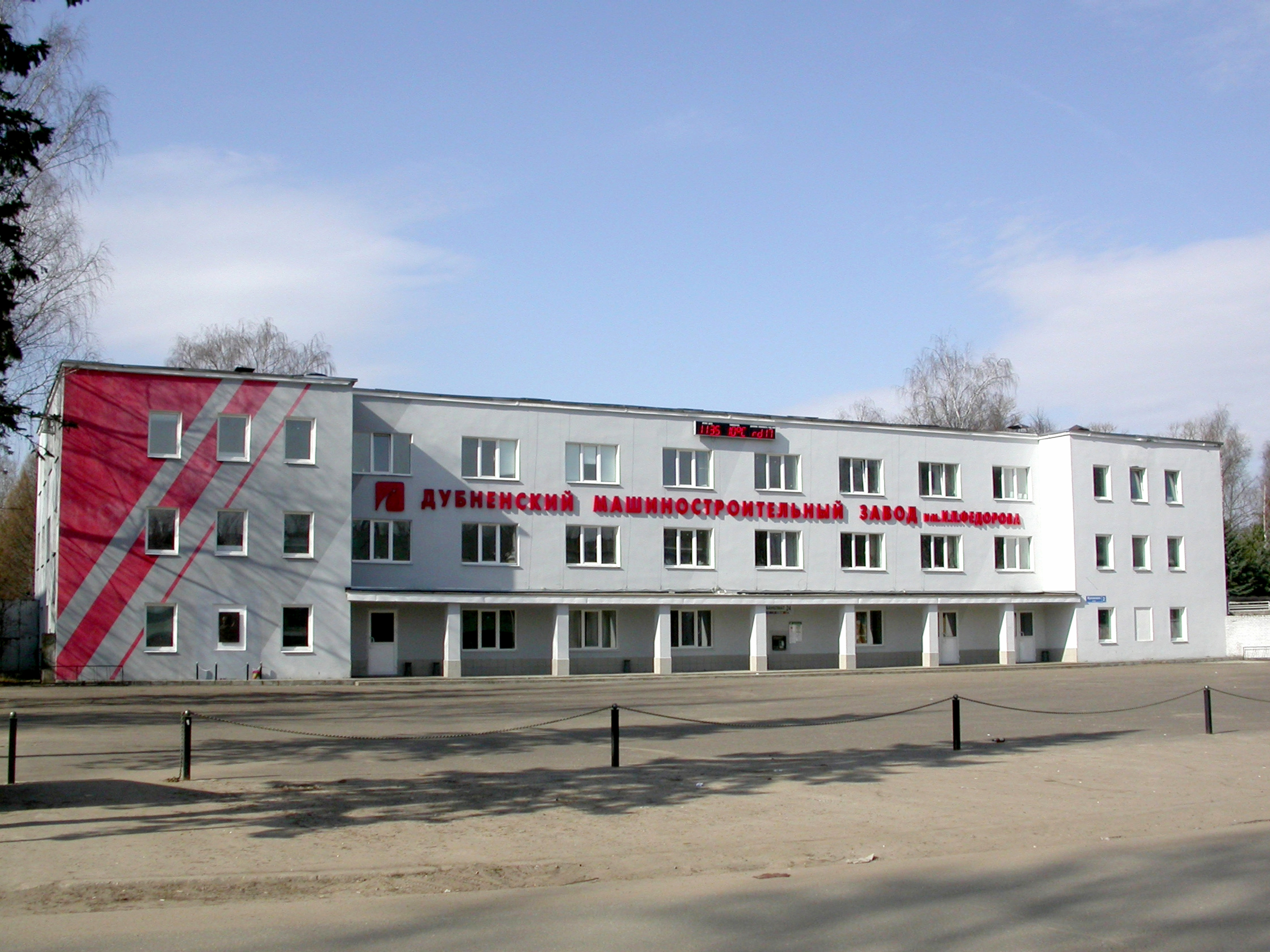
Здание проходной ДМЗ им. Н. П. Федорова

## Названия в разные годы
- с 1939 года — Иваньковский авиационный завод (филиал завода № 30, расположенного в поселке Савёлово, Кимрского района)
- с 1940 года — Почтовый ящик № 30
- с 1942 года — Опытный завод № 458[7]
- с 1946 года — Опытный завод № 1
- с 1953 года — Завод № 256
- с 1966 года — Дубненский машиностроительный завод
- с 1972 года — Дубненское производственно-конструкторское объединение «Радуга»
- с 1978 года — Дубненское производственное объединение «Радуга»
- с 1978 года — Дубненский машиностроительный завод (выделение МКБ «Радуга» в самостоятельное предприятие)
- с 1994 года — Акционерное общество открытого типа «Дубненский машиностроительный завод» (АООТ «ДМЗ»)
- с 2004 года — Открытое акционерное общество «Дубненский машиностроительный завод — Камов» (ОАО «ДМЗ-Камов»)
- с 2008 года — Открытое акционерное общество «Дубненский машиностроительный завод» имени Н. П. Федорова" (ОАО «ДМЗ» им. Н. П. Федорова")
- с 2018 года — Акционерное общество «Дубненский машиностроительный завод» имени Н. П. Федорова" (АО «ДМЗ» им. Н. П. Федорова")

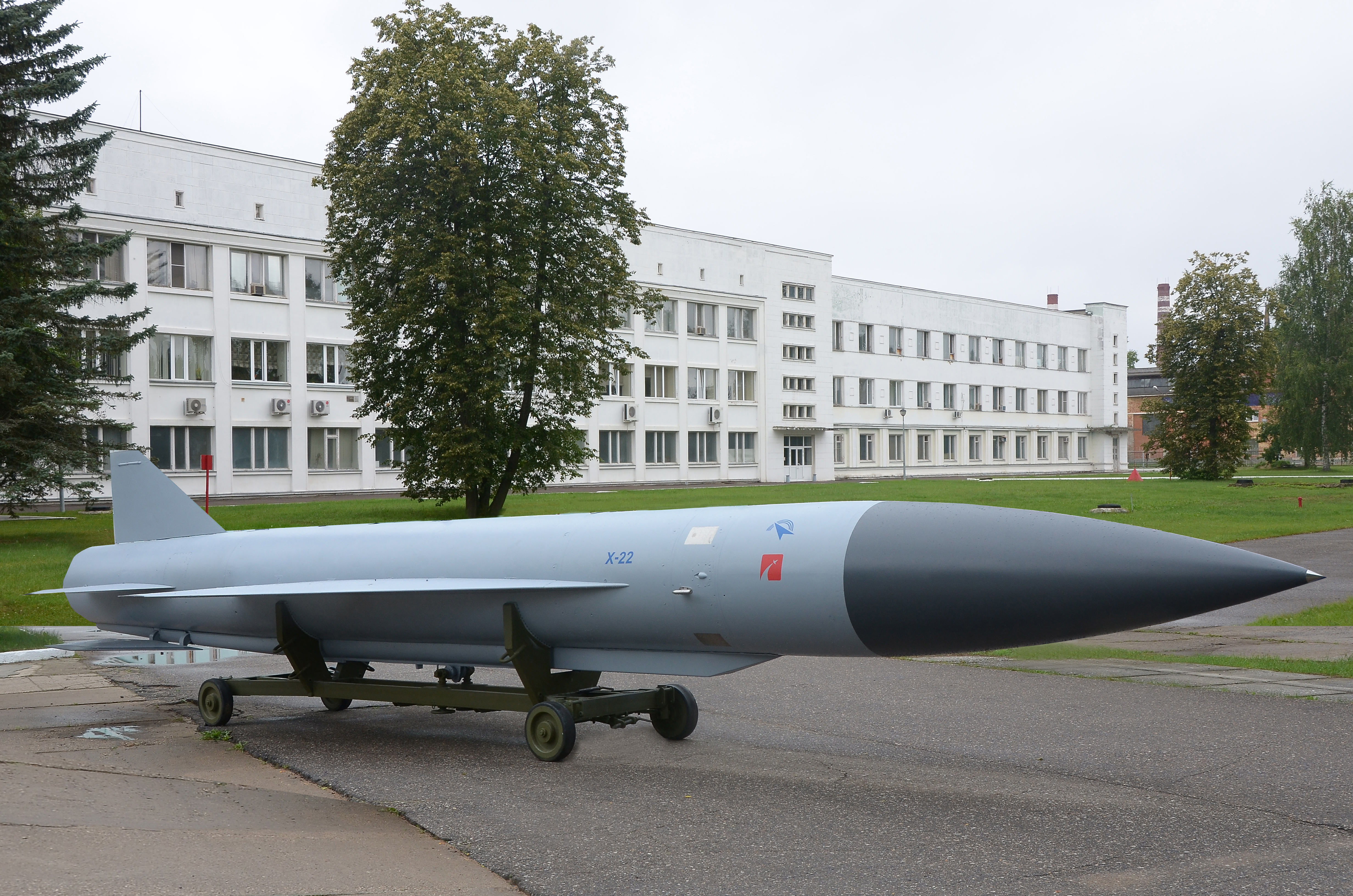
Ракета Х-22 на территории завода

## Деятельность
Работы по созданию авиационной и ракетной техники: проектирование и производство оснастки; производство комплектующих; сборка и выпуск готовых изделий.
За время работы завода было освоено опытное и серийное производство более 30 видов самолётов и ракет разных классов.
Основные направления деятельности сегодня — производство изделий из композиционных материалов, конверсионные проекты в области транспортного машиностроения, судостроения и альтернативной энергетики, разработка, производство и выпуск гражданской продукции.

## Филиал (Производственный комплекс город Владивосток)
Обособленный филиал Дубненского машиностроительного завода в городе Владивосток — предприятие по производству специальной радиоэлектронной техники, основой которого стала производственная база ОАО «Радиоприбор».
1 сентября 2017 года в штат приморского филиала ДМЗ приняли первые 206 человек. Для запуска долгое время простаивавшего оборудования были организованы ремонтные, профилактические и наладочные работы. Инженерный состав приступил к отработке конструкторско-технологической документации.

## Санкции
26 марта 2022 года, на фоне вторжения России на Украину, завод попал под санкции Великобритании.
25 февраля 2023 года Дубненский машиностроительный завод был включён в санкционный список всех стран Евросоюза, так как БПЛА, произведённые заводом, используются Вооружёнными силами РФ в войне против Украины. Евросоюз отмечает, что в период с февраля по апрель 2022 года зафиксировано шесть убийств на Украине российскими беспилотниками «Орион» производства данного завода. По аналогичным основаниям, позднее завод включён в санкционные списки Украины и Швейцарии
14 сентября 2023 года, в ответ на российское нападение на Украину, завод включён в блокирующий санкционный список США против компаний связанных с оборонно-промышленным комплексом России